# Sonic le Rebelle
Sonic Le Hérisson Sonic X
Sonic le Rebelle (Sonic Underground) est une série télévisée d'animation franco-américaine en quarante épisodes diffusée en France du 6 janvier au 23 mai 1999 sur TF1 dans l'émission TF! et aux États-Unis du 30 août au 22 octobre 1999 dans le bloc de programmes BKN.
Elle suit les aventures de Sonic le hérisson et de son frère Manic, ainsi que de sa sœur Sonia. La série a été adaptée à partir des jeux vidéo de la franchise Sonic. Elle fut mal accueillie par la critique et fans.
En France, la série a été rediffusée sur NT1 à partir du 18 avril 2008 et sur Mangas à partir de 2010, et au Québec à partir du 6 septembre 1999 sur Télétoon.

## Synopsis
Sur la planète Mobius, se trouve une ville nommée Robotropolis mais qui s'appelait avant Mobotropolis. Mais aussitôt, après la naissance des enfants de la reine Éléonor, le méchant Dr Robotnik a introduit sa technologie. Source de revenus pour lui, les aristocrates profitaient de leur vie futile tandis que les gens du peuple furent robotisés et réduits à l'esclavage. La reine et ses enfants durent se cacher. Mais un jour, elle alla voir l'oracle de Delphes qui lui fit une prophétie où Robotnik ne régnerait plus, mais pour que la prophétie se réalise un jour, elle devait abandonner ses enfants.
Sonic, son fils ainé, est recueilli par une famille de résistants puis vers ses cinq ans chez son oncle Chuck ; Sonia, sa seule fille, par une noble ; et Manic, son fils cadet, avant d'entrer dans sa famille, se fait enlever et a été élevé comme un voleur. Un jour, l'oracle révèle à Sonic le pouvoir des médaillons et qu'il a un frère et une sœur. Il leur remet une carte indiquant la route à suivre avant de disparaitre. Sonic, Sonia et Manic partent alors à la recherche de leur mère et d'un moyen de renverser Robotnik. Mais les péripéties ne manqueront pas...

## Fiche technique
- Titre original : Sonic Underground
- Titre français : Sonic le Rebelle
- Réalisation : Marc Boreal, François Hemmen, Daniel Sarriet
- Scénario : d'après les personnages du jeu vidéo Sonic the Hedgehog de Yuji Naka, Naoto Ohshima et Hirokazu Yasuhara
- Musique : Robby London, Mike Piccirillo
- Production : Janice Sonski
- Sociétés de production : Les Studios Tex S.A.R.L., TF1, DIC Productions, L.P.
- Sociétés de distribution : DIC Entertainment (États-Unis), BKN (États-Unis, syndication), Buena Vista International Television (Internationale)
- Pays de production :  France /  États-Unis
- Langue originale : français / anglais
- Format : couleur — 35 mm — 1,33:1 — son stéréo
- Genre : comédie, aventures
- Nombre d'épisodes : 40 (1 saison)
- Durée : 20-22 minutes
- Dates de première diffusion :
  - France : 6 janvier (TF1)
  - États-Unis : 30 août (syndication)
- Classification : tous publics

## Distribution

### Voix originales
- Jaleel White : Sonic / Sonia / Manic
- Samuel Vincent : Sonic (voix chantée)
- Louise Vallance : Mindy LaTour / Sonia (voix chantée)
- Tyley Ross : Manic (voix chantée)
- Gary Chalk : Dr Robotnik
- Maurice LaMarche : Sleet (Louvois) / Oracle of Delphius / Uncle Chuck (oncle Chuck) / SWATbots
- Peter Wilds : Dingo (Dur-Dur)
- Gail Webster : Queen Aleena (reine Éléanore)
- Brian Drummond : Knuckles
- Ian James Corlett : Cyrus
- Phil Hayes : Bartleby (Barnabé)
- Matt Hill : Trevor
- Tabitha St. Germain : différents personnages

### Voix françaises
- Olivier Korol : Sonic
- Patricia Legrand : Sonia
- Philippe Bozo : Manic / Knuckles
- Jacques Haurogné : Sonic (voix chantée)
- Claude Lombard : La reine Éléanore / Sonia (voix chantée)
- Patrice Schreider : Manic (voix chantée)
- Éric Peter : Dr Robotnik / Dur-Dur
- Gilbert Levy : Louvois, Trevor, voix additionnelles
- Jean-Rémi François : Cyrus
- Alain Choquet : Barnabé
- Virginie Ledieu : Mindy

 Source et légende : version française (VF) sur RS Doublage

## Épisodes
Note : Le titre de la chanson suit le titre de l'épisode.
1. On reprend au début (Beginnings) - Someday[4]
2. S'entraîner à s'entraider (Getting to Know You) - Working Together in Harmony[4]
3. Unis sont les hérissons (Harmony or Something) - We're All in This Together[4]
4. L'union fait la farce (Wedding Bell Blues) - When Tomorrow Comes
5. Échec à la reine (To Catch a Queen) - Have You Got the 411?
6. Mobourg-latour (Mobodoon) - I've Found My Home
7. Course contre la montre (The Price of Freedom) - Money Can't Buy
8. Bal du duc (Underground Masquerade) - Let the Good Times Roll
9. Holodrame (Tangled Webs) - Teach the Children (Light the Way)
10. Sans peur et sans romoches (The Deepest Fear) - Face Your Fear
11. Parfums d'Orient (Who Do You Think You Are) - We Need to Be Free
12. Comment résister ? (The Last Resort) - Listen to Your Heart
13. Bal explosif (Come Out Wherever You Are) - Society Girl
14. Course d'obstacles (Winner Fakes All) - Built For Speed
15. La Vie de château (A Hedgehog's Home Is Her Castle) - Let's Do It to It
16. Objet de voleur (Artifact) - You Can't Own Everything
17. Robestioles (Bug!) - Never Give Up
18. Tonisonic (Sonic Tonic) - I Wish I Could Go Faster
19. L'Île d'émeraude (Friend or Foe) - Not Always What They Seem
20. Réserve surnaturelle (Head Games) - Take a Chance
21. Vouloir c'est pouvoir (When in Rome...) - Where There's a Will, There's a Way
22. Mission Diadème (The Jewel in the Crown) - The Cosmic Dance
23. BB AJT (Three Hedgehogs and a Baby) - Being a Kid Is Cool
24. Nomade's Land (Dunes Day) - True Blue Friend
25. Le Parchemin (Mummy Dearest) - Mummy Wrap
26. Mascarade (The Hedgehog in the Iron Mask) - Part of the Problem
27. Monde parallèle (Six Is a Crowd) - I Can Do That for You
28. La Forteresse volante (Flying Fortress) - No One Is an Island[5]
29. Dur comme la pierre (No Hedgehog Is an Island) - Learn to Overcome[5]
30. Dur, Dur-Dur (New Echinda in Town) - The Mobius Stomp[5]
31. Soscission (Country Crisis) - How You Play the Game
32. Minute de coiffeur (Haircraft in Space) - Don't Be a Backstabber
33. Le Charlatan (Healer) - We're the Sonic Underground
34. Le Choix de Sonia (Sonia's Choice) - Never Easy
35. 20000 lieues sous les glaces (The Big Melt) - Fun in the Sun
36. Agent inhibeur (Sleepers) - Have It All Again
37. Mauvaises Mines (Bartleby the Prisoner) - Justice Calling
38. La musique adoucit les monstres (The Art of Destruction) - The Sound of Freedom
39. Affaire pendante (The Pendant) - Lady Liberty
40. La Réalité du virtuel (Virtual Danger) - Don't Let Your Guard Down

## Autour de la série
- Les histoires racontées dans cette série ne sont pas dans la continuation de l'univers habituel de Sonic. Son frère et sa sœur n'apparaissent que dans cette dernière. À l'inverse, des personnages de l'univers habituel de Sonic, comme Tails, n'apparaissent pas. Les seuls personnages du jeu à apparaître sont : Sonic, Robotnik et Knuckles (appelé Castagne dans la version française et n'apparaissant que dans quatre épisodes). Dans l'épisode BB AJT, Manic chante Les Feuilles mortes, référence à Yves Montand.
- Pour chaque épisode, une chanson différente est jouée par Sonic, Manic et Sonia.
- Une rumeur a beaucoup circulé concernant le nombre d'épisodes prévus initialement, qui aurait été de 65 et non 40, et que les 25 derniers n'auraient jamais été produits à la suite de l'annulation du programme. Cependant, Ben Hurst, scénariste sur la série précédente et également impliquée dans la production de celle-ci, a déclaré à l'occasion de la Sonic Amateur Games Expo 2008[6] qu'il n'y avait bien que 40 épisodes de prévus dés le départ[7].